# Liga Kobiet Polskich (1945-1989)
Ej att förväxla med: Liga Kobiet Polskich
Liga Kobiet Polskich var en statlig riksorganisation för kvinnors rättigheter i Polen, grundad 1945. 
Det var en avdelning av kommunistpartiet, Polska förenade arbetarpartiet, och bildades samma år som detta parti tog makten i Polen.
Dess syfte var ideologisk mobilisering av kvinnor, samt genomföra partiets policy om kvinnors rättigheter, som i enlighet med kommunismens principer var progressiv och jämställd. Det spelade in viktig roll för kvinnors liv och villkor i Polen under kommunisttiden. Full laglig jämlikhet mellan könen genomfördes under kommunisttiden. 
Liga Kobiet Polskich upplöstes efter kommunismens fall i Polen 1989. 